# Condado de Wichita (Kansas)
El condado de Wichita (en inglés: Wichita County), fundado en 1886, es uno de 105 condados del estado estadounidense de Kansas. En el año 2005, el condado tenía una población de 2,309 habitantes y una densidad poblacional de 1.2 personas por km². La sede del condado es Leoti. El condado recibe su nombre en honor a la tribu Wichita. El condado no debe confundirse con la Ciudad de Wichita.

## Geografía
Según la Oficina del Censo, el condado tiene un área total de 1861 km² (718,5 mi²), de la cual 1861 km² (718,5 mi²) es tierra y 0 km² (0 mi²) (0.20%) es agua. 

### Condados adyacentes
- Condado de Logan (norte)
- Condado de Scott (noreste)
- Condado de Kearny (sur)
- Condado de Hamilton (suroeste)
- Condado de Greeley (oeste)
- Condado de Wallace (noroeste)

## Demografía
Según la Oficina del Censo en 2000, los ingresos medios por hogar en el condado eran de $33,462, y los ingresos medios por familia eran $41,034. Los hombres tenían unos ingresos medios de $27,523 frente a los $18,807 para las mujeres. La renta per cápita para el condado era de $16,720. Alrededor del 14.80% de la población estaban por debajo del umbral de pobreza.

## Localidades
Población estimada en 2004:
- Leoti, 1,475 (sede)

### Áreas no incorporadas
- Coronado (ghost town)
- Farmer City (ghost town)
- Marienthal
- Selkirk